# Lipe (gromada)
Lipe (do 31 XII 1959 Jarantów Wieś) – dawna gromada, czyli najmniejsza jednostka podziału terytorialnego Polskiej Rzeczypospolitej Ludowej w latach 1954–1972.
Gromady, z gromadzkimi radami narodowymi (GRN) jako organami władzy najniższego stopnia na wsi, funkcjonowały od reformy reorganizującej administrację wiejską przeprowadzonej jesienią 1954 do momentu ich zniesienia z dniem 1 stycznia 1973, tym samym wypierając organizację gminną w latach 1954–1972.
Gromadę Lipe z siedzibą GRN w Lipem utworzono 1 stycznia 1960 w powiecie kaliskim w woj. poznańskim w związku z przeniesieniem siedziby GRN gromady Jarantów Wieś z Jarantowa Wsi do Lipego i zmianą nazwy jednostki na gromada Lipe. Równocześnie do nowo utworzonej gromady Lipe przyłączono obszar zniesionej gromady Brudzew w tymże powiecie.
W 1965 gromada miała 24 członków GRN.
4 lipca 1968 gromadę zniesiono, a jej obszar włączono do gromady Blizanów w tymże powiecie.